# Karolina Goliat
Karolina Goliat est une joueuse de volley-ball belge née le 25 octobre 1996 à Saint-Nicolas. Elle mesure 1,88 m et joue au poste d'attaquante.

## Clubs
| Club                     | De        | À         |
| ------------------------ | --------- | --------- |
| Asterix Kieldrecht       | 2010-2011 | 2011-2012 |
| Topsportschool Volleybal | 2012-2013 | 2012-2013 |
| VDK Gent Dames           | 2013-2014 | 2014-2015 |
| Volley Towers            | 2015-2016 | 2015-2016 |
| Atom Trefl Sopot         | 2016-2017 | 2016-2017 |
| AS Saint-Raphaël         | 2017-2018 | 2018-2019 |
| VC Marcq-en-Barœul       | 2019-2020 | …         |

## Palmarès
- Coupe de France
  - Vainqueur : 2019.
- Coupe de Belgique
  - Finaliste : 2015.